# 徐善發
徐善發（1922年2月13日—），中华人民共和国浙江省松陽縣人。台灣早期電機工程教科書《電工機械》之譯者。徐氏字形輸入法之編寫著作人。

## 生平
1922年2月13日出生於浙江省松陽縣，1941年與孟子娟女士結婚，婚姻生活逾77年。1946年自國立北洋大學機電系畢業，在上海加入空軍。1949年遷居台灣。1956年自空軍上尉退役。
1957年轉任國立屏東高級工業職業學校電機科主任。1965年通過國家乙等特考。譯著有《電工機械》、《電子識圖製圖》等書。
1987年自國立屏東高級工業職業學校退休。
2015年出版《徐氏字形輸入法》。